# Anepsion reimoseri
Anepsion reimoseri là một loài nhện trong họ Araneidae.
Loài này thuộc chi Anepsion. Anepsion reimoseri được Pater Chrysanthus miêu tả năm 1961.